# Palazzo Bra
Palazzo Bra è un edificio civile situato a Verona, a pochi passi dalla chiesa di San Fermo Maggiore.

## Storia
I Bra, famiglia forse di origine tedesca appartenente alla media nobiltà veronese, si stabilirono in città nel corso del XV secolo; in particolare i registri dell'estimo confermano la loro presenza presso la contrada di San Fermo a partire dal 1482.
Non vi sono fonti scritte sui lavori che coinvolsero questa ampia porzione di isolato, per cui non vi è certezza sulla datazione dell'edificio né sull'architetto che progettò la facciata e diresse il cantiere. Tuttavia, sulla base dell'analisi delle forme e delle decorazioni, appare probabile che i lavori si svolsero negli anni novanta del Cinquecento. In quel momento la famiglia, capeggiata da Pietro Francesco insieme ai fratelli Giovan Paolo e Giovan Carlo, si trovava in un periodo di forte ripresa economica e sociale dopo aver attraversato una fase di difficoltà. Probabilmente i lavori di aggiornamento della dimora erano tesi a rilanciare il prestigio dei Bra dopo questo periodo difficile, con un cantiere che coinvolse l'intero fronte esterno e forse anche gli interni, considerato che durante alcuni restauri di fine Novecento sono stati rinvenuti degli affreschi cinquecenteschi.

## Descrizione
Il prospetto principale del palazzo, che si affaccia lungo via Domenico Frangini, è connotato da un notevole sviluppo lineare e da una sobrietà di derivazione classica. Al piano terra presenta una ritmata sequenza di finestre rettangolari poggianti sul basamento in pietra, originariamente aventi un'altezza pari alla metà e quindi analoghe alle due finestrelle situate sui due lati del massiccio portale d'accesso bugnato, questo evidentemente ispirato a porta san Zeno, opera del noto architetto veronese Michele Sanmicheli. Decisamente più articolato il piano nobile, dove si ripete il motivo della serliana, mentre l'ultimo piano presenta semplici finestrelle e si conclude con un cornicione in pietra. L'elemento più interessante della facciata è però la presenza dell'ordine nelle paraste del piano nobile, per quanto ridotto agli elementi essenziali. Gli unici elementi scolpiti sono infatti le chiavi d'arco e i capitelli di ordine composito, derivanti dal modello antico di porta Leoni, situata a pochi passi dal palazzo.
Più ricco il cortile interno, uno spazio aperto rettangolare e porticato su due lati con arcate su pilastri bugnati in pietra che si ispirano evidentemente all'ordine inferiore dell'Arena di Verona. Le arcate centrali presentano inoltre due mascheroni in chiave che riprendono quelli presenti nel sanmicheliano palazzo Pompei. Sopra il basamento bugnato si aprono finestre centinate intervallate da specchiature che un tempo potrebbero essere state affrescate, mentre l'ultimo piano è analogo a quello del fronte esterno.